# Agulla
Agulla is een geslacht van kameelhalsvliegen uit de familie van de Raphidiidae. 
Agulla werd voor het eerst wetenschappelijk beschreven door Navás in 1914.

## Verspreiding en leefgebied
Dit geslacht komt voor in Noord-Amerika en Canada van de Rocky Mountains tot de westkust, in bosachtige gebieden.

## Soorten
Het geslacht Agulla omvat de volgende soorten:
- Ondergeslacht Agulla:
  - Agulla (Agulla) arizonica (Banks, 1911)
  - Agulla (Agulla) arnaudi (U. Aspöck, 1973)
  - Agulla (Agulla) assimilis (Albarda, 1891)
  - Agulla (Agulla) astuta (Banks, 1911)
  - Agulla (Agulla) barri (U. Aspöck, 1973)
  - Agulla (Agulla) bicolor (Albarda, 1891)
  - Agulla (Agulla) bractea Carpenter, 1936
  - Agulla (Agulla) crotchi (Banks, 1924)
  - Agulla (Agulla) faulkneri U. Aspöck, 1987
  - Agulla (Agulla) flexa Carpenter, 1936
  - Agulla (Agulla) herbsti (Esben-Petersen, 1912)
- Ondergeslacht Californoraphidia:
  - Agulla (Californoraphidia) nigrinotum Woglum & McGregor, 1964
- Ondergeslacht Franciscoraphidia:
  - Agulla (Franciscoraphidia) directa Carpenter, 1936
- Ondergeslacht Glavia:
  - Agulla (Glavia) adnixa (Hagen, 1861)
  - Agulla (Glavia) modesta Carpenter, 1936
  - Agulla (Glavia) paramerica U. Aspöck, 1982
  - Agulla (Glavia) unicolor Carpenter, 1936